# Brigade Yiftah
La brigade Yiftah (également connue sous le nom de 11e brigade pendant la guerre israélo-arabe de 1948) était une brigade d'infanterie israélienne. La brigade incluait trois bataillons de Palmah ainsi que le 54e bataillon de reconnaissance.
Lors de la guerre israélo-arabe de 1948, elle combat dans le nord de l’ancien protectorat britannique. Ce sont ses soldats, sous les ordres de Moshe Kelman, qui commettent le massacre d'Ein al-Zeitoun en mai 1948.
Elle donne son nom au kibboutz d’Yiftah, fondé sur l’emplacement du village arabe de Qadas (en), évacué et détruit au cours de l’été 1948.